# El Cristiano

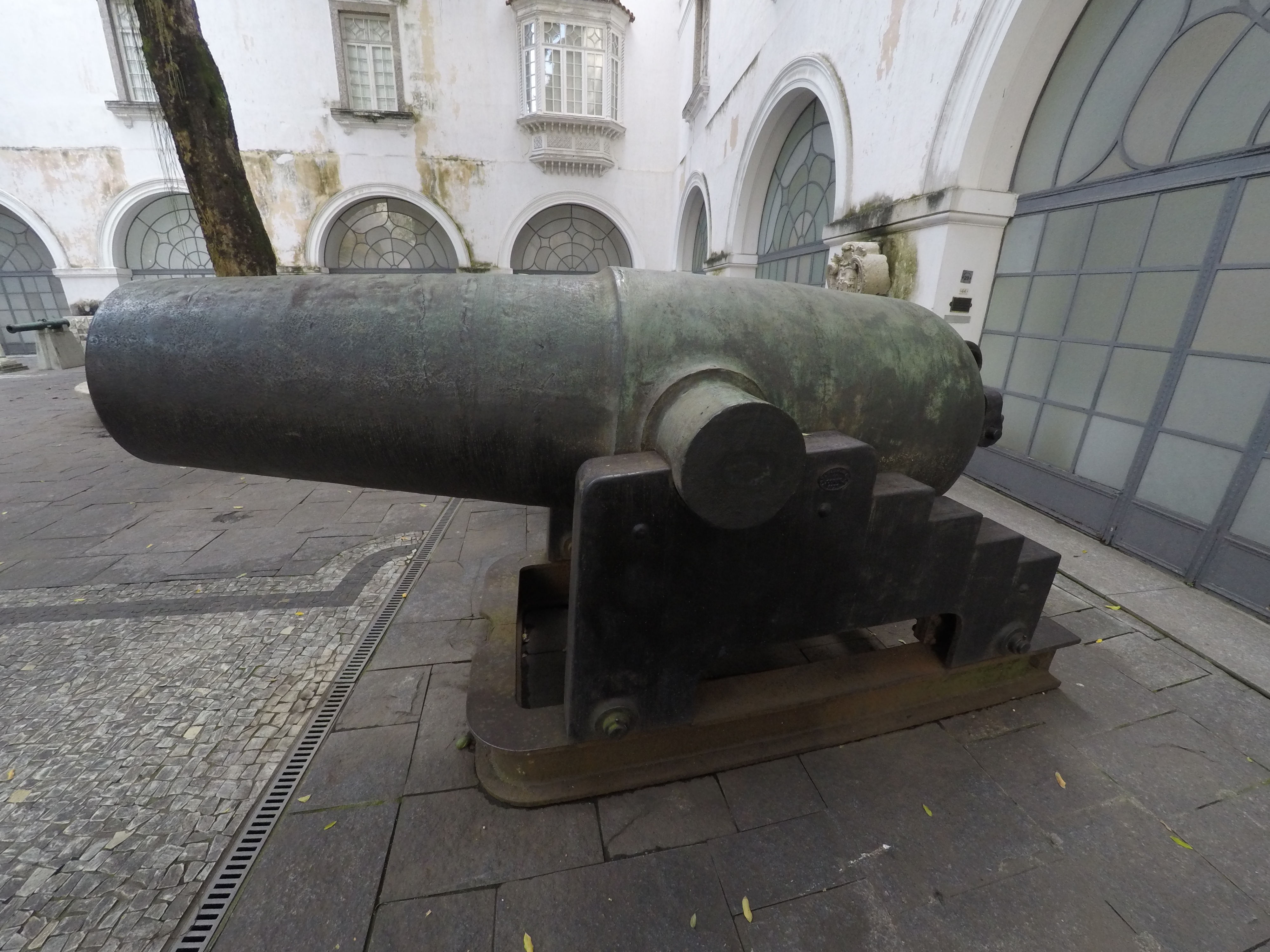
Canhão El Cristiano exposto no Pátio dos Canhões do Museu Histórico Nacional no Rio de Janeiro

El Cristiano (em português - O Cristão) é um canhão de fabricação paraguaia utilizado na Guerra do Paraguai e que foi levado como troféu de guerra pelos brasileiros. Atualmente, o El Cristiano está exposto no Pátio Epitácio Pessoa do Museu Histórico Nacional.

## Histórico
Construído em meio a Guerra do Paraguai e entregue ao exército paraguaio, participou da Batalha de Curupaiti, em 22 de setembro de 1866. Em 1870, na última batalha do conflito, o exercito brasileiro apoderou-se do canhão para considerá-lo como memória da guerra e da vitória do exército brasileiro.
O canhão foi forjado com o material de vários sinos de igrejas paraguaias (daí seu nome). Junto a outra peça de artilharia pesada, chamado de El Criollo, foram os dois maiores canhões de maior calibre da América do Sul e teria sido feito pelo engenheiro inglês George Thompson, que no Paraguai fizera parte do projeto de modernização do país e instalação de fundição com tecnologia capaz de ter dotado aquele país de estaleiro, ferrovia, fábrica de armas, etc.
O governo do Paraguai nunca aceitou o El Cristiano como um patrimônio brasileiro e por anos reivindica a sua devolução, pois o país considera-o como um herói nacional, já que ele foi peça fundamental na aglutinação de recursos e esforços do povo no conflito e também na maior vitória paraguaia da guerra, quando derrotaram os exércitos do Brasil, da Argentina e do Uruguai na Batalha de Curupaiti, quando morreram mais de 9 mil soldados aliados.

## Processo de repatriação
Já no século XIX o Uruguai devolveu à nação derrotada os troféus da guerra que foram apreendidos (entre outros objetos apreendidos, três bandeiras, vários fuzis, carabinas e espadas); a Argentina devolveu bens apreendidos em dois momentos: na posse de Alfredo Stroessner, em 1954, durante o governo de Perón, e móveis que haviam pertencido a Solano López, devolvidos em 2014 por Cristina Kirchner.
Com a construção da Usina de Itaipu, o Brasil devolveu entre os anos de 1975 a 1980 vários dos bens apreendidos no conflito dentre os quais a espada do general López; iniciado em 2010 pelo governo brasileiro, a repatriação do canhão envolve um processo denominado destombamento, pelo qual um decreto do presidente da República retira a proteção dada a um determinado bem. Até 2021 isso não havia ocorrido.
A devolução da peça havia sido um compromisso da ex-presidenta Dilma Rousseff, mas as mudanças de governo no Brasil suspenderam o processo.
Em 2018 com as enchentes ocorridas na capital paraguaia, vários desabrigados foram alojados no centro histórico da capital e o monumento onde está o canhão El Criollo foi ocupado por barracas onde se instalaram as pessoas afetadas pelo desastre natural, gerando controvérsia a forma pela qual o país lidava com seu patrimônio histórico, sendo então aventado que seria melhor deixar o El Cristiano no Brasil, onde tinha destaque no Museu Histórico. Em razão disto o periodista Andrés Colman Gutiérrez declarou, à época: "Há anos o Brasil é obrigado a devolver o famoso canhão El Cristiano, forjado com os sinos dos templos paraguaios. Alguém se pergunta: para quê? Lá está exposta com grande pompa no Museu de História do Rio de Janeiro. Aqui, ele acabaria como El Criollo".

No livro de Marcelo Labes Paraízo-Paraguay, publicado em 2019, uma personagem paraguaia não nomeada discursa acerca do passado de violências no Paraguai e suas relações com as intervenções brasileiras no país, citando o caso do canhão El Cristiano e a tentativa de repatriação: 
Pois então, o presidente Federico Franco, que passou somente 100 dias no governo do Paraguay após a deposição de Lugo, achou que nesse pouco tempo conseguiria reaver El Cristiano, canhão de guerra feito com bronze de sinos derretidos de igrejas paraguaias. Quem precisa de um canhão velho? Que segurem lá o canhão e o cadáver de Stroessner. O Brasil jamais nos devolverá nossos mortos, então fiquem com seus troféus assombrados.